# Cristiano Vitor de Eslésvico-Holsácia
Cristiano Vitor de Eslésvico-Holsácia (Cristiano Vitor Alberto Luís Ernesto António), (Londres, 14 de abril de 1867 - Pretória, 29 de outubro de 1900) foi um membro da família real britânica. Era o filho mais velho da princesa Helena, a terceira filha de cinco filhos da rainha Vitória.
Faleceu em 29 de outubro de 1900. Encontra-se sepultado no Cemitério Church Street, Pretória na África do Sul.